# 2013年亞洲室內暨武藝運動會棋藝運動比賽
共有11个国家和地区报名参加将于6月30日至7月5日举行的2013年亞洲室內暨武藝運動會棋藝運動比賽。

## 围棋

### 参赛棋手
- ：
  - 男棋手：罗玄二段（18岁）、卞相壹二段（16岁）、李东勋初段（15岁）、姜升旼二段（18岁）。
  - 女棋手：崔精三段（16岁）、金彩瑛初段（17岁）、吴政娥初段（19岁）、吴侑珍初段（14岁）。[1]
- 中国：
  - 男棋手：檀啸七段（20岁）、芈昱廷四段（17岁）、连笑四段（19岁）、唐韦星三段（20岁）。
  - 女棋手：於之莹四段（15岁）、高星初段（17岁）、张佩佩初段、王爽初段。[2]
- 日本：
  - 男棋手：平田智也三段（19岁）、鹤田和志二段（18岁）、本木克弥二段（17岁）、佐田笃史初段（17岁）。
  - 女棋手：奥田彩三段（24岁）、藤泽里菜初段（14岁）。
- 中華臺北：
  - 男棋手：周俊勋九段（33岁）、林至涵九段（32岁）、陈诗渊九段（27岁）、萧正浩八段（24岁）。
  - 女棋手：黑嘉嘉六段（19岁）、张正平三段（31岁）、苏圣芳二段（16岁）。

### 男子个人
先进行四轮积分循环赛，排名前四的个人或团体再通过交叉淘汰赛（1对4、2对3）决出冠、亚军。每队限报2人。比赛用时为每方30分钟，读秒30秒3次。定于6月30日至7月2日进行。

### 男子团体
先进行四轮积分循环赛，排名前四的个人或团体再通过交叉淘汰赛（1对4、2对3）决出冠、亚军。每队4人（上场3人，替补1人），比赛用时为每方1小时，读秒30秒3次。定于7月3日至5日进行。

### 女子团体
先进行四轮积分循环赛，排名前四的个人或团体再通过交叉淘汰赛（1对4、2对3）决出冠、亚军。每队4人（上场3人，替补1人），比赛用时为每方1小时，读秒30秒3次。定于7月3日至5日进行。

### 混双赛
每队限报两对选手，比赛用时为每方30分钟，读秒30秒3次。定于6月30日至7月2日进行。